# 진영대창초등학교
진영대창초등학교는 대한민국 경상남도 김해시 진영읍 여래리에 위치하고 있는 공립 초등학교이다.

## 학교 연혁
- 1919년 4월 1일 진영공립보통학교 개교
- 1920년 3월 26일 4년제 제1회 졸업식(남 6명)
- 1925년 3월 23일 6년제 제1회 졸업식(남 17명)
- 1930년 1월 24일 광주학생사건 관련 교내 격문 살포
- 1935년 12월 1일 현 위치로 이전
- 1938년 4월 1일 진영동공립심상소학교로 교명 변경[1]
- 1941년 4월 1일 진영동공립국민학교로 교명 변경[2]
- 1946년 6월 1일 진영대창국민학교로 교명 변경
- 1977년 7월 25일 신축 공사 완공(본관 27실)
- 1996년 1월 16일 급식소 준공
- 1996년 3월 1일 진영대창초등학교로 교명 변경[3]
- 2000년 10월 20일 컴퓨터실, 영어실 새 장비 설치
- 2002년 12월 19일 노무현 선배(35회) 16대 대통령 당선[4][5]
- 2004년 10월 15일 별관(3층) 준공
- 2005년 10월 15일 체육관 리모델링 완공
- 2012년 12월 11일 학교 역사관 개관
- 2019년 9월 1일 박미자 교장 취임 (34대)
- 2020년 2월 14일 제96회 졸업식 (총 16,946명 졸업)
- 2022년 5월 20일 제51회 전국소년체육대회 기계체조 동메달
- 2022년 12월 29일 제99회 졸업식(총 17,320명 졸업)
- 2024년 2월 8일 제100회 졸업식(총 17,426명 졸업)

## 참고 자료
- 진영대창초등학교 - 한국교육학술정보원 학교알리미